# Liste des maires de Bagnols-sur-Cèze
Cet article dresse une liste par ordre de mandat des maires de Bagnols-sur-Cèze.

## Liste des maires

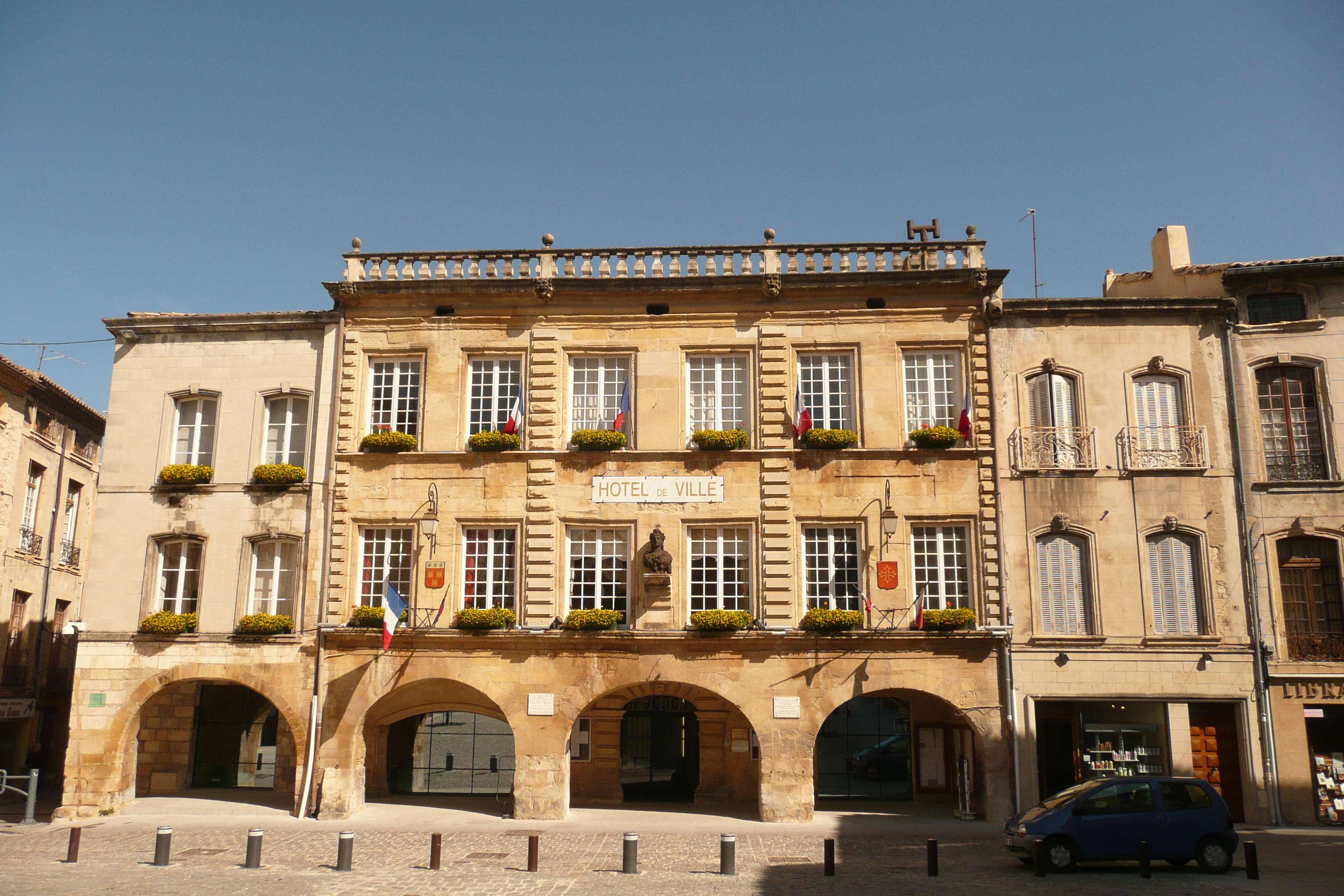
L'hôtel de ville de Bagnols-sur-Cèze.

| Période                                  | Période            | Identité                   | Étiquette                | Qualité |
| ---------------------------------------- | ------------------ | -------------------------- | ------------------------ | --- |
| 1420                                     |                    | Pierre III de Broche       |                          | Député en 1436 |
| Les données manquantes sont à compléter. |                    |                            |                          | |
| février 1790                             | décembre 1791      | Charles de Broche de Vaux  |                          | |
| 1791                                     | décembre 1792      | Antoine Teste              |                          | |
| 1792                                     | 1793               | Augustin Malignon          |                          | |
| 1793                                     | 1794               | Louis Martial              |                          | |
| 1794                                     | 1798               | Henri Bruguier             |                          | |
| 1798                                     | 1800               | Antoine Teste              |                          | |
| 1800                                     | 1811               | Pierre Joseph Raynaud      |                          | |
| 1811                                     | 1815               | François Gabriel Fourcheut |                          | |
| 1811                                     | 1815               | Louis Martin               |                          | |
| 1815                                     | 1817               | Jean-Baptiste Ladroit      |                          | |
| 1817                                     | 1819               | François Gabriel Fourcheut |                          | |
| 1819                                     | 1826               | Jean-Baptiste Ladroit      |                          | |
| 1826                                     | 1830               | Jean Madier                |                          | |
| 1830                                     | 1839               | Jean-Baptiste Ladroit      |                          | |
| 1839                                     | 1843               | Bruno Gensoul              |                          | |
| 1843                                     | 1852               | Louis Auguste Cotton       |                          | |
| 1852                                     | 1856               | Claude Michel Eymieux      |                          | |
| 1856                                     | 1865               | Félix Saurin               |                          | |
| 1865                                     | 1870               | Henri Gensoul              |                          | |
| 1870                                     | 1874               | Théodore Lacombe           |                          | Conseiller général de Bagnols-sur-Cèze |
| 1874                                     | 1876               | Joseph Vignal              |                          | |
| 1876                                     | 1877               | Benjamin de Saint Auban    |                          | |
| 1877                                     | 1878               | Henri-Victor Fabry         |                          | |
| 1878                                     | 1880               | Théodore Lacombe           |                          | |
| 1880                                     | 1881               | Alfred Ribière             |                          | |
| 1881                                     | 1884               | Aimé Vouland               |                          | Conseiller général de Bagnols-sur-Cèze |
| 1884                                     | 1888               | Félix Constant             |                          | |
| 1888                                     | 1892               | Aldebert Dupin             |                          | |
| 1892                                     | 1896               | Louis Leclerc du Sablon    |                          | |
| 1896                                     | 1898               | Aimé Vouland               |                          | |
| 1898                                     | 1900               | Jean-Baptiste Soullier     |                          | |
| 1898                                     | 1900               | Léon Tournaire             |                          | |
| 1900                                     | 1912               | Bertin Boissin             |                          | Conseiller général de Bagnols-sur-Cèze |
| 1912                                     | 1915               | Louis Charrier             |                          | |
| 1915                                     | 1917               | Auguste Arnaud             |                          | |
| 1917                                     | 1919               | Albert Martin              |                          | |
| 1919                                     | 1920               | Joseph Arène               |                          | Conseiller général de Bagnols-sur-Cèze |
| 1920                                     | 1925               | Alban Broche               |                          | |
| 1925                                     | 1927               | Bertin Boissin             |                          | |
| 1927                                     | 1929               | Émile Tardieu              |                          | |
| 1929                                     | 1932               | Auguste Plantevin          |                          | |
| 1932                                     | 1942               | Ernest Euzéby              |                          | |
| 1942                                     | 1944               | Paul Constant              |                          | |
| 1944                                     | 1945               | Henri Jarrier              |                          | |
| 1944                                     | 1945               | Oscar Savournin            |                          | |
| 1945                                     | 1953               | Henri Jeanjean             |                          | Conseiller général de Bagnols-sur-Cèze |
| 1953                                     | 1977               | Pierre Boulot              | CNIP puis RI             | Conseiller général de Bagnols-sur-Cèze (1951-1964) |
| 1977                                     | 1989               | Georges Benedetti          | PS                       | Député de la Deuxième circonscription du Gard (1981-1986) puis de la Troisième circonscription du Gard (1988-1993) Sénateur (1986-1988) Président du conseil général du Gard (1982) |
| 1989                                     | 1995               | René Cret                  | UDF                      | |
| 1995                                     | 2001               | Gérard Revol               | PS                       | Député de la Troisième circonscription du Gard (1997-2002) |
| 2001                                     | 2008               | René Cret                  | UMP                      | Député suppléant de la Troisième circonscription du Gard (2002-2012) |
| 2008                                     | 2009               | Jean-Christian Rey         | PS                       | |
| août 2009                                | 2010               | Jean-Yves Chapelet         | PS                       | |
| 15 octobre 2010,                         | 16 septembre 2017, | Jean-Christian Rey         | DVG puis PS puis EM/LREM | Président de la CC Rhône Cèze Languedoc Président de la CA du Gard rhodanien Conseiller régional du Languedoc-Roussillon                                                            |
| 16 septembre 2017,                       | En cours           | Jean-Yves Chapelet,        | PS                       | Ingénieur chimiste au CEA, 1er adjoint au maire (-2017) 12e vice-président de la CA du Gard rhodanien                                                                               |